# Eixón
San Xurxo de Eixón és una parròquia del municipi gallec d'A Pobra do Brollón, a la província de Lugo.
Limita amb les parròquies de Piño al nord, Santalla de Rei al nord-est, Castrosante a l'est, Cereixa al sud i A Parte i Fornelas a l'oest.
El 2011 tenia 68 habitants agrupats en 6 entitats de població: Alende, Barrio de Arriba, A Lama, A Nogueira, O Porto i A Vila.
Entre el seu patrimoni destaca l'església de San Xurxo, d'estil neoclàssic. Les festes se celebren el 23 d'abril en honor de Sant Jordi (San Xurxo) i a finals d'agost en honor de Sant Bartomeu (San Bartolomeu).